# Region Syddanmark
Region Syddanmark omfatter de tidligere Fyns, Ribe og Sønderjyllands amter, samt de tidligere kommuner Børkop, Egtved, Fredericia, Give, Jelling, Kolding, Lunderskov, Vamdrup og Vejle, der lå i Vejle Amt. Regionens centrale forvaltning ligger i Vejle.
Regionen har en befolkning på 1.240.472 indbyggere  (2025) og består af 22 kommuner.
Tre af regionens kommuner blev ikke sammenlagt med andre kommuner ved den seneste kommunalreform: Odense, Fredericia og Fanø.
Statslige opgaver i Region Syddanmark blev fra 1. januar 2007 indtil 31. marts 2019 varetaget af Statsforvaltningen. Fra 1. april 2019 varetages disse opgaver af Familieretshuset og Styrelsen for International Rekruttering og Integration (SIRI) samt Ankestyrelsen.

## Kommuner i regionen
| - Assens Kommune - Billund Kommune - Esbjerg Kommune - Fanø Kommune - Fredericia Kommune - Faaborg-Midtfyn Kommune - Haderslev Kommune - Kerteminde Kommune - Kolding Kommune - Langeland Kommune - Middelfart Kommune - Nordfyns Kommune - Nyborg Kommune - Odense Kommune - Svendborg Kommune - Sønderborg Kommune - Tønder Kommune - Varde Kommune - Vejen Kommune - Vejle Kommune - Ærø Kommune - Aabenraa Kommune | Region Syddanmarks kommuner |

## Regionsrådet

### Valg og mandatfordeling
| 14 |  | 6 | 2 | 3 | 13 |  |  |

| 27 | 14 |

| 12 |  | 4 | 6 | 4 | 13 |  |

| 30 | 11 |

| 12 |  | 3 | 2 |  | 5 | 15 | 2 |

| 31 | 10 |

| 10 |  | 2 | 6 |  | 5 | 14 | 2 |

| 26 | 15 |

| 12 | 2 | 3 | 2 | 2 |  | 17 | 2 |

| 22 | 19 |

| 11 | 2 | 3 | 3 |  | 17 | 2 | 2 |

| 22 | 19 |

### Nuværende regionsråd
| Navn                                          | Parti                                    |
| --------------------------------------------- | ---------------------------------------- |
| Stephanie Lose (Regionsrådsformand 2022-2023) | Venstre - 17 mandater                    |
| Bo Libergren (Regionsrådsformand 2023-)       | Venstre - 17 mandater                    |
| Mette Bossen Linnet                           | Venstre - 17 mandater                    |
| Anja Lund                                     | Venstre - 17 mandater                    |
| Gitte Frederiksen                             | Venstre - 17 mandater                    |
| Annette Lundgaard                             | Venstre - 17 mandater                    |
| Lars Erik Hornemann                           | Venstre - 17 mandater                    |
| Tage Petersen                                 | Venstre - 17 mandater                    |
| Sarah Andersen                                | Venstre - 17 mandater                    |
| Pernelle Jensen                               | Venstre - 17 mandater                    |
| Henriette Schlesinger                         | Venstre - 17 mandater                    |
| Kurt Jensen                                   | Venstre - 17 mandater                    |
| Preben Friis-Hauge                            | Venstre - 17 mandater                    |
| Bjarne Nielsen                                | Venstre - 17 mandater                    |
| Allan Emiliussen                              | Venstre - 17 mandater                    |
| Iza Alfredsen                                 | Venstre - 17 mandater                    |
| Jens Wistoft                                  | Venstre - 17 mandater                    |
| Mette With Hagensen                           | Socialdemokratiet - 12 mandater          |
| Dan Skjerning                                 | Socialdemokratiet - 12 mandater          |
| Sara Darling Berg Jørgensen                   | Socialdemokratiet - 12 mandater          |
| Jette Damsø Henriksen                         | Socialdemokratiet - 12 mandater          |
| Kim Johansen                                  | Socialdemokratiet - 12 mandater          |
| Mark Søgaard                                  | Socialdemokratiet - 12 mandater          |
| Poul Erik Jensen                              | Socialdemokratiet - 12 mandater          |
| Bente Gertz                                   | Socialdemokratiet - 12 mandater          |
| Karsten Uno                                   | Socialdemokratiet - 12 mandater          |
| Jørn Lehmann Petersen                         | Socialdemokratiet - 12 mandater          |
| Ole Marcussen                                 | Socialdemokratiet - 12 mandater          |
| Maho Selman                                   | Socialdemokratiet - 12 mandater          |
| Morten Weiss-Pedersen                         | Det Konservative Folkeparti - 3 mandater |
| Michael Nielsen                               | Det Konservative Folkeparti - 3 mandater |
| Roya Moore                                    | Det Konservative Folkeparti - 3 mandater |
| Annette Blynel                                | Socialistisk Folkeparti - 2 mandater     |
| Suzi Würtz Kjærgaard                          | Socialistisk Folkeparti - 2 mandater     |
| Sabrina Bech Røn                              | Nye Borgerlige - 2 mandater              |
| Karsten Byrgesen                              | Nye Borgerlige - 2 mandater              |
| Lars Mogensen                                 | Enhedslisten - 2 mandater                |
| Martin Schmidt Konradsen                      | Enhedslisten - 2 mandater                |
| Anne Skau Styrishave                          | Radikale Venstre - 2 mandater            |
| Anne Marie Geisler Andersen                   | Radikale Venstre - 2 mandater            |
| Carsten Sørensen                              | Dansk Folkeparti - 1 mandat              |

| Udtrådt                 | Indtrådt               | Dato              | Parti                   |
| ----------------------- | ---------------------- | ----------------- | ----------------------- |
| Jørn Lehmann Petersen † | Elin Søndergaard       | 6. september 2022 | Socialdemokratiet       |
| Ole Marcussen           | Simon Sharif Chowdhury | 1. juni 2023      | Socialdemokratiet       |
| Stephanie Lose          | Herdis Hanghøi         | 27. november 2023 | Venstre                 |
| Suzi Würtz Kjærgaard    | Karsten Fogde          | 18. december 2023 | Socialistisk Folkeparti |

| Navn                                   | Skiftet fra       | Skiftet til             | Dato               |
| -------------------------------------- | ----------------- | ----------------------- | ------------------ |
| Sara Darling Berg Jørgensen            | Socialdemokratiet | Socialistisk Folkeparti | 23. september 2022 |
| Sabrina Bech Bartholin (tidligere Røn) | Nye Borgerlige    | Løsgænger               | 10. januar 2024    |
| Karsten Byrgesen                       | Nye Borgerlige    | Løsgænger               | 25. januar 2024    |

### Regionsrådet 2018-2022
| Navn                                | Parti                           |
| ----------------------------------- | ------------------------------- |
| Stephanie Lose (Regionsrådsformand) | Venstre - 14 mandater           |
| Bo Libergren                        | Venstre - 14 mandater           |
| Kurt Jensen                         | Venstre - 14 mandater           |
| Henriette Schlesinger               | Venstre - 14 mandater           |
| Gitte Frederiksen                   | Venstre - 14 mandater           |
| Tage Petersen                       | Venstre - 14 mandater           |
| Mette Bossen Linnet                 | Venstre - 14 mandater           |
| Kristian Nørgaard                   | Venstre - 14 mandater           |
| Ulrik Sand Larsen                   | Venstre - 14 mandater           |
| Preben Jensen                       | Venstre - 14 mandater           |
| Preben Friis-Hauge                  | Venstre - 14 mandater           |
| Mustapha Itani                      | Venstre - 14 mandater           |
| Mads Skau                           | Venstre - 14 mandater           |
| Anja Lund                           | Venstre - 14 mandater           |
| Poul-Erik Svendsen                  | Socialdemokratiet - 10 mandater |
| Jørn Lehmann Petersen               | Socialdemokratiet - 10 mandater |
| Pia Tørving                         | Socialdemokratiet - 10 mandater |
| Karsten Uno                         | Socialdemokratiet - 10 mandater |
| Poul Andersen                       | Socialdemokratiet - 10 mandater |
| Bente Gertz                         | Socialdemokratiet - 10 mandater |
| Lene Thiemer Hedegaard              | Socialdemokratiet - 10 mandater |
| Meho Selman                         | Socialdemokratiet - 10 mandater |
| Poul Fremmelev                      | Socialdemokratiet - 10 mandater |
| Andrea Terp                         | Socialdemokratiet - 10 mandater |
| Villy Søvndal                       | SF - 6 mandater                 |
| Vicky Lorenzen                      | SF - 6 mandater                 |
| Ida Damborg                         | SF - 6 mandater                 |
| Karsten Fogde                       | SF - 6 mandater                 |
| Annette Blynel                      | SF - 6 mandater                 |
| Bent Olsen                          | SF - 6 mandater                 |
| Thies Mathiasen                     | Dansk Folkeparti - 5 mandater   |
| Søren Rasmussen                     | Dansk Folkeparti - 5 mandater   |
| Olfert Krog                         | Dansk Folkeparti - 5 mandater   |
| Carsten Sørensen                    | Dansk Folkeparti - 5 mandater   |
| Anne-Marie Palm-Johansen            | Dansk Folkeparti - 5 mandater   |
| Morten Weiss-Pedersen               | Konservative - 2 mandater       |
| Michael Nielsen                     | Konservative - 2 mandater       |
| Vibeke Syppli Enrum                 | Enhedslisten - 2 mandater       |
| Lars Mogensen                       | Enhedslisten - 2 mandater       |
| Morten Brixtofte Petersen           | Radikale Venstre - 1 mandat     |
| Marianne Mørk Mathiesen             | Liberal Alliance - 1 mandat     |

| Dato            | Udtrådt        | Indtrådt         | Parti             |
| --------------- | -------------- | ---------------- | ----------------- |
| 3. april 2020   | Pia Tørving †  | Jette Jensen     | Socialdemokratiet |
| 25. august 2020 | Vicky Lorenzen | Marianne Thomsen | SF                |

### Regionsrådsformænd
| Navn                                         | Parti   | Periode                            |
| -------------------------------------------- | ------- | ---------------------------------- |
| Carl Holst                                   | Venstre | 1. januar 2007 - 22. juni 2015     |
| Stephanie Lose                               | Venstre | 22. juni 2015 - 14. marts 2023     |
| Bo Libergren (fungerende regionsrådsformand) | Venstre | 14. marts 2023 - 31. juli 2023     |
| Stephanie Lose                               | Venstre | 1. august 2023 - 27. november 2023 |
| Bo Libergren                                 | Venstre | 27. november 2023 -                |